# 豊橋連隊区
豊橋連隊区（とよはしれんたいく）は、大日本帝国陸軍の連隊区の一つ。前身は豊橋大隊区である。愛知県・静岡県の一部地域の徴兵・召集等兵事事務を取り扱った。実務は豊橋連隊区司令部が執行した。1941年（昭和16年）、名古屋連隊区に統合され廃止となった。

## 沿革
1888年（明治21年）5月14日、大隊区司令部条例（明治21年勅令第29号）によって豊橋大隊区が設けられ、陸軍管区表（明治21年勅令第32号）により愛知県・静岡県の一部が管轄区域に定められた。第3師管第5旅管に属した。
1896年（明治29年）4月1日、豊橋大隊区は連隊区司令部条例（明治29年勅令第56号）によって連隊区に改組され、旅管が廃止となり第3師管に属した。
1903年（明治36年）2月14日、改正された「陸軍管区表」（明治36年勅令第13号）が公布となり、再び旅管が採用され連隊区は第3師管第17旅管に属した。
日本陸軍の内地19個師団体制に対応するため陸軍管区表が改正（明治40年9月17日軍令陸第3号）となり、1907年（明治40年）10月1日、浜松連隊区などを創設し、管轄区域の大幅な変更が実施され、また、第15師管第17旅管の所属となった。
1925年（大正14年）4月6日、日本陸軍の第三次軍備整理に伴い陸軍管区表が改正（大正14年軍令陸第2号）され、同年5月1日、旅管は廃され再び第3師管の所属となり、管轄区域の大幅な変更が行われた。
1940年（昭和15年）8月1日、豊橋連隊区は中部軍管区名古屋師管に属することとなった。1941年11月1日、豊橋連隊区は名古屋連隊区に統合され廃止された。

## 管轄区域の変遷
1888年5月14日、陸軍管区表（明治21年勅令第32号）が制定され、豊橋大隊区の管轄区域が次のとおり定められた。
- 愛知県

渥美郡・八名郡・宝飯郡・西加茂郡・東加茂郡・南設楽郡・北設楽郡・額田郡・幡豆郡
- 静岡県

長上郡・敷知郡・引佐郡・浜名郡・麁玉郡・豊田郡・山名郡・磐田郡
1896年4月1日、連隊区へ改組された際に管轄区域の変更はなかったが、同年、郡制施行による郡の統廃合により陸軍管区表が改正され、1897年（明治30年）4月1日に静岡県区域の長上郡・敷知郡・浜名郡が浜名郡に、引佐郡・麁玉郡を引佐郡に、豊田郡・山名郡・磐田郡を磐田郡に変更した。変更後の管轄区域は以下のとおり。
- 愛知県

※変更なし
- 静岡県

引佐郡・浜名郡・磐田郡
1898年（明治31年）4月1日、管轄区域が変更され、名古屋連隊区から愛知県碧海郡を編入した。
1907年10月1日、浜松連隊区などが新設されたことに伴い、管轄区域が陸軍管区表（明治40年9月17日軍令陸第3号）により次のとおり定められた。豊橋市を加え、愛知県西加茂郡・東加茂郡・北設楽郡を飯田連隊区へ、静岡県磐田郡・浜名郡・引佐郡を浜松連隊区へ移管した。
- 愛知県

豊橋市・渥美郡・宝飯郡・南設楽郡・額田郡・碧海郡・幡豆郡・八名郡
1918年（大正7年）5月29日、陸軍管区表が改正（大正7年軍令陸第16号）され、同年6月1日、管轄区域に愛知県岡崎市が加えられた。
1925年5月1日、陸軍管区表の改正（大正14年4月6日軍令陸第2号）に伴い浜松連隊区・飯田連隊区が廃止され、旧飯田連隊区から愛知県北設楽郡・東加茂郡・西加茂郡を、旧浜松連隊区から静岡県区域を編入した。変更後の管轄区域は以下のとおり。
- 愛知県

豊橋市・岡崎市・渥美郡・宝飯郡・八名郡・北設楽郡・南設楽郡・東加茂郡・西加茂郡・額田郡・碧海郡・幡豆郡
- 静岡県

浜松市・浜名郡・引佐郡・磐田郡・榛原郡・小笠郡・周智郡
1941年（昭和16年）4月1日、管轄の静岡県区域を静岡連隊区に移管した。
1941年11月1日、豊橋連隊区が廃止され、旧管轄区域は名古屋連隊区に編入された。

## 司令官
豊橋大隊区
- 波多野義次 歩兵少佐：1888年5月14日 -

豊橋連隊区
- 安井信胤 歩兵中佐：不詳 - 1901年4月1日
- 浅井清二 歩兵少佐：1901年4月1日 - 1904年1月28日
- 溝口藤之進 歩兵少佐：1904年1月28日 -
- 中村邦平 歩兵中佐：1905年12月26日 - 1907年2月13日
- 長野親信 歩兵少佐：1907年2月13日 - 1908年3月10日
- 石井誠一 歩兵少佐：1908年3月10日 - 1912年3月8日
- 鋒田俊 歩兵中佐：1912年3月8日 - 1915年2月15日
- 小山田勘二 歩兵中佐：1915年2月15日 - 1917年8月6日
- 竹内正虎 歩兵中佐：1917年8月6日 -
- 足立重郎 歩兵大佐：1937年3月1日[9] -
- 長島勤 大佐：1940年1月15日[10] -